# Колєсніков Михайло Федосійович
Миха́йло Федосі́йович Колє́сніков (1925, Красная Ніва—1988, Київ) — радянський воєначальник, генерал-лейтенант (1984).
Обирався депутатом Верховної Ради РРФСР 8-го скликання (1971—1975).

## Життєпис
До лав РСЧА призваний 7 червня 1942 року Чернським РВК Тульської області. На фронтах німецько-радянської війни з вересня того ж року. Був розвідником ескадрону кінної розвідки 5-ї Червонопрапорної стрілецької дивізії, розвідником батареї 120-мм мінометів 142-го стрілецького полку тієї ж дивізії, сержант.
Після закінчення війни продовжив військову службу в танкових частинах ЗС СРСР.
У 1966—1970 роках — командир 10-ї гвардійської танкової дивізії, згодом — командир 12-ї гвардійської танкової дивізії. Генерал-майор танкових військ (22.02.1971).
У 1974—1987 роках — начальник Київського вищого танкового інженерного училища. Генерал-лейтенант танкових військ (27.10.1977, з 1984 — генерал-лейтенант).

## Нагороди
Нагороджений орденами Червоного Прапора, Вітчизняної війни 1-го ступеня (11.03.1985), тричі Червоної Зірки (05.03.1944, 21.08.1944, …) і медалями, у тому числі двома «За відвагу» (24.08.1943, 21.07.1944).